# Menkaura

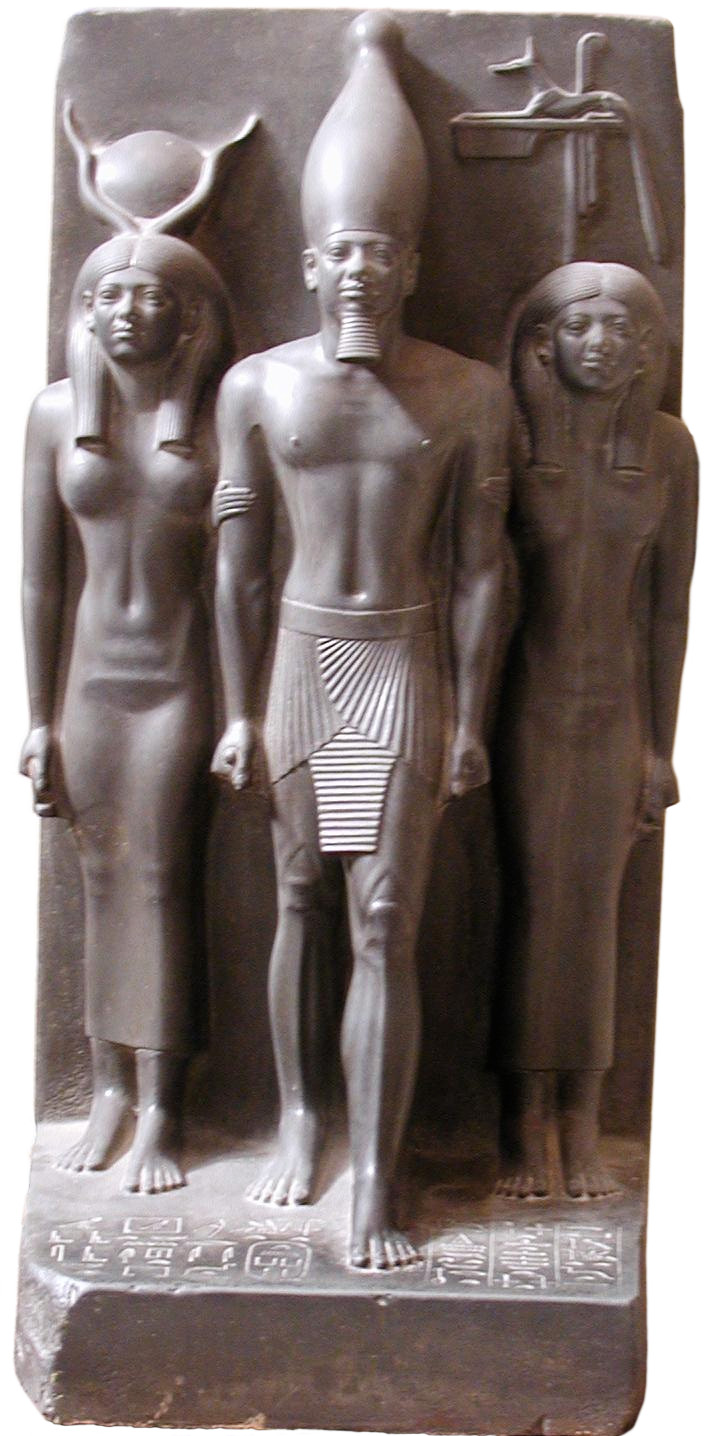
Triada, reprezentându-l pe Menkaura flancat de două zeițe (Muzeul egiptean din Cairo)

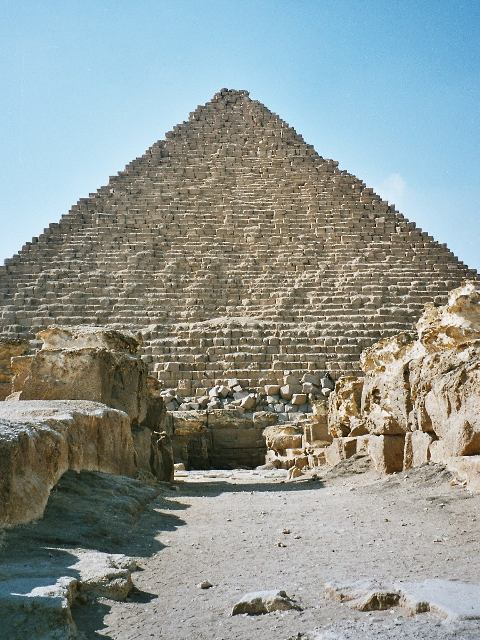
Piramida lui Menkaura, Giza

Menkaura (sau Men-Kau-Re; Mycerinus în latină; Mykerinos în greacă) a fost un faraon aparținând celei de a IV-a dinastii egiptene (cca. 2530 î.Hr.–2512 î.Hr.), cel care a comandat construcția celei de a treia ( în același timp și cea mai mică) piramide din Giza. Khamerernebty II a fost regina/soția sa principală.
Unii autori plasează domnia lui între 2532 î.Hr.–2504 î.Hr. adică 28 de ani, însă perioada de 18 ani conform listei Regilor din Turin este considerată cea mai apropiată de realitate, ținând cont de faptul că mai multe dintre statuile sale nu au fost terminate (sugerând o domnie mult mai scurtă), iar piramida sa este cea mai mică dintre cele trei piramide de pe platoul din Giza. Această piramidă, construită în extremitatea sudică a platoului de la Giza, nu are nici măcar o zecime din volumul piramidei lui Keops (înălțime de 66 m față de 108 m).
Vestigiile din templul său funerar aflat la baza piramidei sale arată înaltul grad de perfecționare atins de arhitecții vremii. Multe dintre sculpturile care provin din acest complex funerar îl reprezintă pe Menkaura însoțit de două zeițe-Hathor și zeița reprezentând provinciile Egiptului (nome).
După Herodot, Menkaura era fiul lui Khufu (Keops-gr.), și a alinat suferințele cauzate de tatăl său locuitorilor Egiptului antic. Alte surse contradictorii afirmă că Menkaura nu era fiul lui Khufu, ci al lui Khafra, care la rândul lui ar fi fost fiul lui Khufu.

#### Sarcofagul și sicriul
În 1837, colonelul (ulterior generalul-maior) și egiptologul amator Howard Wise  (1784-1853), adept al ”arheologiei prafului de pușcă” - gunpowder archeology - lărgește breșa verticală creată în 1196 pe versantul nordic al piramidei de către sultanul  Al-Aziz Uthman, fiul lui Saladin, și descoperă un sicriu antropomorf și un sarcofag negru de bazalt purtând cartușul faraonului. Acestea împreună cu alte artefacte au fost expediate cu două nave în 1838 spre Marea Britanie către British Museum, dar nava care transporta sarcofagul nu a mai ajuns la destinație, astfel că din unul dintre puținele sarcofage ale Vechiului Regat descoperite nu a mai rămas decât crochiul detaliat executat chiar de către Wise.